# カザンディビ
カザンディビ（トルコ語: kazandibi、またはkazan dibi、カザン〈大釜〉の底または釜底のお焦げという意味）は、トルコのデザートで、釜底で表面をキャラメル状に焦がしたミルクプリンの一種である。オスマン帝国の宮廷の厨房で作られていたが、歴史はそれよりさらに古く11世紀まで遡るもので、現在でもトルコで最も人気のあるデザートの一つである。
伝統的には、タヴク・ギョウスュ（鶏むね肉を使ったミルクプリン）を焦がして作られる。
現代ではムハッレビなどの鶏肉を入れないプディングを使う事が多く、鶏肉が入っていないものはYalancı kazandibi（嘘つきカザンディビ）と呼ばれる。

## 調理法
前述のように伝統的にはタヴク・ギョウスュが使われ、タヴク・ギョウスュは白身の鶏むね肉、牛乳、砂糖、米粉を熱して調理されるが、ニューヨーク・タイムズは鶏肉を使わない調理法を掲載したおり、牛乳、砂糖、コーンスターチを15分ほどゆっくりと熱し最後に煮たてた後、釜や直火に耐えうる型にその液の一部を底を覆う程度に入れ、ゆっくり黒く焦げないように注意しながら直火で熱しカラメル色になったら火を止めて、残りの液に砕いて潰したマスティックとバニラエッセンスを加えた上でカラメル状になったプディングが入った釜または型に注ぎ、冷蔵庫などで冷やし固めるとしている